# 埃德加·布伦奇利
埃德加·布伦奇利（英語：Edgar Brenchley，1912年2月10日—1975年3月13日），英国男子冰球运动员，场上位置是前锋。他曾代表英国国家队参加1936年冬季奥林匹克运动会冰球比赛，获得一枚金牌。